# Сачонка
Сачонка — пересыхающий ручей в Тверской области России, правый приток Волги. Исток находится между деревнями Гармоново и Давыдково (нежилое), к западу от деревни Аполево Зубцовского района, впадает у деревни Молозвино.
Известность река приобрела из-за произошедшей невдалеке железнодорожной аварии в 2005 году и последующей утилизации разлившихся нефтепродуктов в непосредственной близости от реки.

## Карты
- Лист карты O-36-142 Зубцов. Масштаб: 1 : 100 000. Издание 1979 г.
- Лист карты O-36-142-А-г — ФГУП «ГОСГИСЦЕНТР»